# Théâtre alsacien de Strasbourg

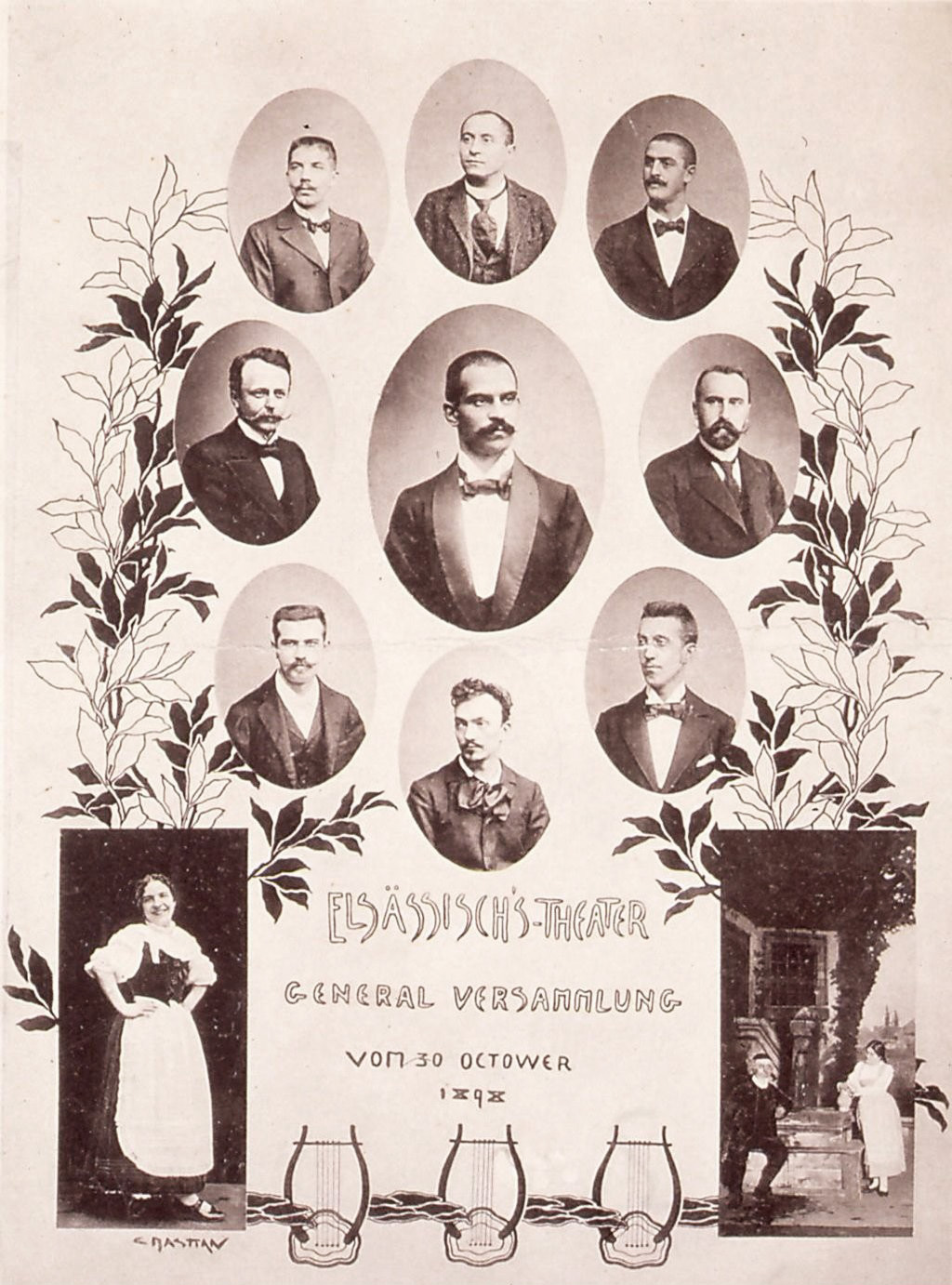
Assemblée générale constitutive du 30 octobre 1898.

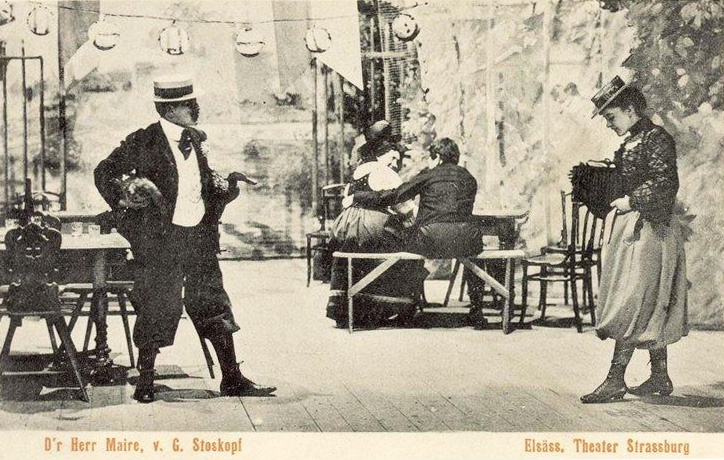
Représentation de D'r Herr Maire de Gustave Stoskopf au théâtre municipal de Strasbourg (1908)

L'Elsässische Theater Strassburg ou le Théâtre alsacien de Strasbourg a été créé le 2 octobre 1898 par un groupe de personnalités alsaciennes afin de promouvoir le dialecte alsacien et ses traditions.
Le but était de présenter des pièces de qualité dans l'idiome régional. Ferdinand Bastian, Julius Greber, Karl Hauss et Gustave Stoskopf furent les cofondateurs de ce théâtre qui s'installa dès 1904 au théâtre municipal qui devint l'Opéra de Strasbourg depuis.
Sauf sous l'Occupation allemande, où le théâtre alsacien fut interdit, cette association d'amateurs jouent une trentaine de représentations place Broglie à Strasbourg. Elle accueille 20000 spectateurs par saison. Le répertoire est très varié, avec des drames, pièces historiques, contes de Noël, mais avant tout des comédies.
Le président actuel (2013) est Pierre Spegt, qui dirige ce théâtre depuis 1998. Il est composé de 60 membres.